# خوسيه غارسيا (مدرس)
خوسيه غارسيا (بالإسبانية: José Luis García Mato)‏ (و. 1924 – 1980 م) هو مدرس، وكاتب إسباني، توفي عن عمر يناهز 56 عاماً.